# Fimbristylis maracandica
Fimbristylis maracandica är en halvgräsart som beskrevs av Zakirov. Fimbristylis maracandica ingår i släktet Fimbristylis och familjen halvgräs. Inga underarter finns listade i Catalogue of Life.